# Otto Ivers
Otto Wilhelm Georg Ivers (* 12. Januar 1895 in Neumünster; † 14. Februar 1945 in Dresden) war ein hessischer Politiker (NSDAP) und Abgeordneter des Landtags des Volksstaates Hessen in der Weimarer Republik.

## Familie und Beruf
Otto Ivers war der Sohn des Kaufmanns August Ivers und dessen Frau Christine geborene Roster. Er war evangelischer Konfession und heiratete am 27. Juli 1923 Charlotte geborene Rohde.
Ivers studierte Chemie, arbeitete als Assistent in Freiburg im Breisgau und nach der Promotion als Chemiker in Darmstadt. Zum 1. Oktober 1929 trat er der NSDAP bei (Mitgliedsnummer 155.320).
Nach der Machtübergabe an die Nationalsozialisten war Ivers im Rang eines Regierungsrates von März bis September 1933 Polizeidirektor und stellvertretender Polizeiführer in Darmstadt.

## Politik
Otto Ivers gehörte 1931 bis 1933 dem Landtag an. Zum 30. Januar 1939 wurde Ivers bei der Sturmabteilung als Chef des Amtes Reichsführerschule zum SA-Gruppenführer befördert. Während des Zweiten Weltkrieges führte er die SA-Gruppe Weichsel und danach die SA-Gruppe Sachsen.

## Werke
- Synthesen gemischt-acylierter Halogenzucker. Dissertation, 1921.